# سمیت آفت‌کش برای زنبورها
آفت‌کش‌ها از نظر تأثیر بر زنبورها متفاوت هستند. آفت‌کش‌های تماسی معمولاً روی گیاهان اسپری می‌شوند و می‌توانند زنبورها را هنگامی که روی سطوح اسپری‌شده گیاهان یا دیگر مناطق پیرامونی آن بخزند، از بین ببرند. از سوی دیگر، آفت‌کش‌های سیستمیک معمولاً در خاک یا روی دانه‌ها وارد می‌شوند و به سوی ساقه، برگ‌ها، شهد و گرده گیاهان حرکت می‌کنند.